# باربورا رانيكوفا
باربورا رانيكوفا (بالتشيكية: Barbora Raníková)‏ مواليد 12 مارس 1985 في بيسك، هي لاعبة كرة يد تشيكية تلعب كحارس مرمى. مثلت منتخب التشيك لكرة اليد للسيدات.

## سجل المنافسة
شاركت في البطولات التالية:
- بطولة العالم لكرة اليد للسيدات 2013
- بطولة أوروبا لكرة اليد للسيدات 2012

## روابط خارجية
- باربورا رانيكوفا على موقع الاتحاد الأوروبي لكرة اليد (الإنجليزية)